# Hyalolepidozia longiscypha
Hyalolepidozia longiscypha là một loài Rêu trong họ Lepidoziaceae. Loài này được (Taylor) Grolle mô tả khoa học đầu tiên năm 1963.